# Hans-Peter Reimann
Hans-Peter Reimann (Berlín) va ser un ciclista alemany, que va destacar en el ciclisme en pista. Va guanyar una medalla de plata al Campionat del món de Tàndem de 1979 fent parella amb Dieter Giebken.

## Palmarès
- 1978
  -  Campió d'Alemanya en Tàndem (amb Dieter Giebken)
- 1979
  -  Campió d'Alemanya en Tàndem (amb Dieter Giebken)